# Kleomedes
Kleomedes var en grekisk astronom och filosof i slutet av första århundradet efter kristus.
Kleomedes gav i ett arbete om himlakropparnas cirkelrörelser en framställning av den stoiska skolans kosmogoni. Kleomenes är den förste som omnämner möjligheten av en strålbrytning i jordens atmosfär. En kommenterad utgåva av hans verk utgavs av H. Ziegler 1891.